# Treze de Maio
Treze de Maio est une ville brésilienne du sud de l'État de Santa Catarina.

## Géographie
Treze de Maio se situe par une latitude de 28° 33′ 32″ sud et une longitude de 49° 08′ 52″ ouest, à une altitude de 190 mètres.
Sa population était de 6 877 habitants au recensement de 2010. La municipalité s'étend sur 161 km2.
Elle fait partie de la microrégion de Tubarão, dans la mésorégion Sud de Santa Catarina.

## Administration

### Liste des maires
Depuis son émancipation de la municipalité de Tubarão en 1961, Treze de Maio a successivement été dirigée par :
- Ismael Thomaz Préve - 1961 à 1963
- Luiz Nandi - 1963 à 1969
- Nelson Ghisi - 1969 à 1973
- Nilson Simão Nandi - 1973 à 1977
- Auricélia Maria Lemos Ghisi - 1977 à 1983
- Luiz Nandi - 1983 à 1988

| Période | Période | Identité                    | Étiquette | Qualité |
| ------- | ------- | --------------------------- | --------- | ------- |
| 1989    | 1992    | João Bressan Bardini        | PTB       |         |
| 1993    | 1996    | Vilson Nandi                | PPB       |         |
| 1997    | 2004    | Itamar Bressan Boneli       | PMDB      |         |
| 2005    | 2012    | Arilton Francisconi Cândido | PP        |         |

### Divisions administratives
La municipalité est constituée d'un seul district, siège du pouvoir municipal.

## Villes voisines
Treze de Maio est voisine des municipalités (municípios) suivantes :
- Pedras Grandes
- Tubarão
- Jaguaruna
- Sangão
- Cocal do Sul
- Morro da Fumaça